# パウル・ヴォルフスケール

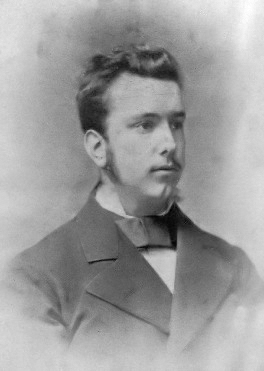
パウル・ヴォルフスケール（1880年頃）

パウル・フリードリヒ・ヴォルフスケール（Paul Friedrich Wolfskehl、1856年6月30日 - 1906年9月13日）は、ドイツの実業家・数学者である。フェルマーの最終定理を最初に証明した人物に対する10万金マルクの懸賞金（ヴォルフスケール賞）を提供したことで知られる。

## 生涯
ヴォルフスケールは、1856年6月30日にダルムシュタットで生まれた。父はユダヤ系の銀行家ヨーゼフ・カール・テオドール・ヴォルフスケール(1814-1863)、母はシュトゥットガルトの宮廷銀行家ナタン・ヴォルフ・カウラの娘ヨハンナ(1820-1894)で、パウルは2人の息子のうちの弟である。兄の法学者オットー・ヴォルフスケール(1841-1907)は、父の死後に父が経営していた銀行を引き継いだ。
ヴォルフスケールは、1875年から1880年にかけてライプツィヒ大学、チュービンゲン大学、ハイデルベルク大学で医学を学び、1880年にハイデルベルク大学で医学博士号を取得した。しかし、この頃から多発性硬化症を発症し、医師になることを諦めた。1880年から1883年にかけて、ボン大学とベルリン大学で数学を学んだ。ベルリン大学ではエルンスト・クンマーから数論を学んだ。しかし、既に医師の博士号を持っていたため、数学の博士号は取得していない。
1887年にダルムシュタット工科大学で教授資格を取得し、同大学の数学の私講師となって数論の講義を行ったとされるが、同大学が博士号を授与する資格を得たのは1899年のことであるため矛盾する。ヴォルフスケールが大学で講義をできたのは、ヴォルフスケール家が同大学に多大な貢献をしたことに対する返礼であったのかもしれない。1890年頃に病気で体が麻痺し、講義を続けることができなくなったが、短い数学論文をいくつか発表し続けた。
1903年、家族からの紹介で見合い結婚したが、結婚生活はあまりうまく行かなかった。1906年9月13日にダルムシュタットにおいて40歳で死去した。
作家・翻訳家のカール・ヴォルフスケールは甥にあたる。
イギリスの脚本家ロバート・ソログッドは、ヴォルフスケールの生涯を題材とした戯曲"From Abstraction"を執筆した。この作品は、BBCラジオ4で2006年11月1日と2008年8月29日に放送された。

## 懸賞金
1905年、ヴォルフスケールは、フェルマーの最終定理を証明した者への懸賞金として、10万金マルクをゲッティンゲン科学アカデミーに遺贈した。この懸賞金は、1908年に同アカデミーから正式に発表された。この懸賞金は、ヴォルフスケールの死後101年目となる2007年9月13日までの期限付きだった。
伝えられるところによれば、ヴォルフスケール自身も大学在学中からフェルマーの最終定理を証明しようとして断念していたという。ヴォルフスケールの数学の指導教授のクンマーは、この定理の証明に繋がる重要な発見をした人物の一人である。
ヴォルフスケールがフェルマーの最終定理を証明した人物に懸賞金を贈ろうとしたきっかけについては諸説ある。
フィリップ・デイビスとウィリアム・チンの1969年の著書"3.1416 and All That"では、ロシアの数学者アレクサンドル・オストロフスキーが誰かから聞いた話として、次のような説を紹介している。若い頃のヴォルフスケールは、女性に振られてその日の深夜0時に自殺することを決意した。遺書を書いた後、0時まで時間があったので、オーギュスタン＝ルイ・コーシーのフェルマーの最終定理の証明に関する論文の誤りを指摘したクンマーの論文を読むことにした。しかし、その内容に欠陥があることに気が付き、それを解決することに夢中になっているうちに、自殺の予定時間を過ぎ、自殺する気持ちも失せてしまった。そして、この定理に対する感謝の意を込めて懸賞金を創設したという。ポール・ホフマンの著書『放浪の天才数学者エルデシュ』(The Man Who Loved Only Numbers)にも同様の話が出て来る。ヴォルフスケールが図書館でこの定理について勉強しているうちに、自殺のタイミングを逃してしまった。その事に気づいたヴォルフスケールは、美しい女性よりも数学について考えることの方が報われると考え、自殺を思いとどまった。そして、自分の命を救ってくれたこの定理に懸賞金を出すことを決めたという。
もっと平凡な話では、ヴォルフスケールが意地の悪い妻に遺産をあまり残したくないと考えていたから、というものもある。
この懸賞金は、1994年にこの定理を証明したアンドリュー・ワイルズが受け取ることとなり、1997年6月27日に授賞式が行われた。
なお、「1920年代のハイパーインフレによって懸賞金の価値が大幅に目減りした」とする話が広まっているが、これは正しくない。実際には、第一次世界大戦勃発時に、国内の様々な財団に対し戦時国債を購入するよう政府から圧力がかけられ、ドイツの敗戦によりそれが償還されなかったためである。戦後、ヴォルフスケール賞の基本資産は2万ライヒスマルクとされた。10万金マルクの全額が戦時国債になったわけではなかったが、額面は大幅に目減りした。その後は投資や銀行の利子などにより、1997年に懸賞金が支払われたときには7万5千マルクになっていた。